# Usnea eizanensis
Usnea eizanensis är en lavart som beskrevs av Asahina. Usnea eizanensis ingår i släktet Usnea och familjen Parmeliaceae.   Inga underarter finns listade i Catalogue of Life.